# Слато
Слато је насељено мјесто у општини Невесиње, Република Српска, БиХ. Према попису становништва из 2013. у насељу је живјело 52 становника.

## Култура
Храм Српске православне цркве је посвећен Светом цару Константину и царици Јелени.

## Становништво
| Националност       | 1991. | 1981. | 1971. | 1961. |
| Срби               | 114   | 198   | 301   | 340   |
| Југословени        | 1     |       |       |       |
| остали и непознато |       |       | 1     |       |
| Укупно             | 115   | 198   | 302   | 340   |

| Демографија | Демографија | Демографија |
| Година      | Становника  | Становника  |
| ----------- | ----------- | ----------- |
| 1961.       | 340         |             |
| 1971.       | 302         |             |
| 1981.       | 198         |             |
| 1991.       | 115         |             |
| 2013.       | 52          |             |